# Iosif Vartician
Iosif Vartician (n. 22 septembrie 1910 – d. 13 mai 1982) a fost un filolog moldovean, care a fost ales ca membru titular al Academiei de Științe a Moldovei.
În 1945 a devenit membru al Partidului Comunist al Uniunii Sovietice.
A fost doctor în filologie. La data de 30 decembrie 1958 a devenit primul președinte al nou-înființatului Institut de Limbă și Literatură din RSS Moldovenească. Este autorul mai multor lucrări despre istoria literaturii moldovenești și despre legăturile ei cu literaturile rusă și ucraineană. A fost unul din coautorii cărților Pagini prietenești (Страницы дружбы, Chișinău, 1958) și Legături literare și folclorice moldo-ruso-ucrainene (Молдавско-русско-украинские литературниые и фольклорные связи, 2 vol., Chișinău, 1961—1967) și i-a dedicat poetului ucrainean Taras Șevcenko articolul „Poetul apropiat de inima moldoveanului” („Поет, близький серцю молдаванина”, 1961).
La data de 1 august 1961 a fost ales ca membru titular al Academiei de Științe a RSSM. A fost secretar al Secției de Științe Sociale. Între anii 1970-1974 a îndeplinit funcția de vicepreședinte al Academiei de Științe din RSS Moldovenească.
Iosif Vartician a încetat din viață în anul 1982.

## Legături externe
- ru  Iosif Vartician la Справочник по истории Коммунистической партии и Советского Союза 1898 - 1991